# Nissan Leopard
Nissan Leopard (яп. 日 産 · レ パ ー ド, Ніссан Леопард) - лінійка розкішних спортивних автомобілів, що випускалися японським автовиробником Nissan з 1980 по 1999 роки. Леопарди спочатку базувалися на основі японських Nissan Skyline і Nissan Laurel та американському Datsun 910/Nissan Maxima, а потім на базі шасі задньопривідних автомобілів Nissan Cedric і Nissan Gloria. Пізні версії також послужили основою для моделей Infiniti M і J.

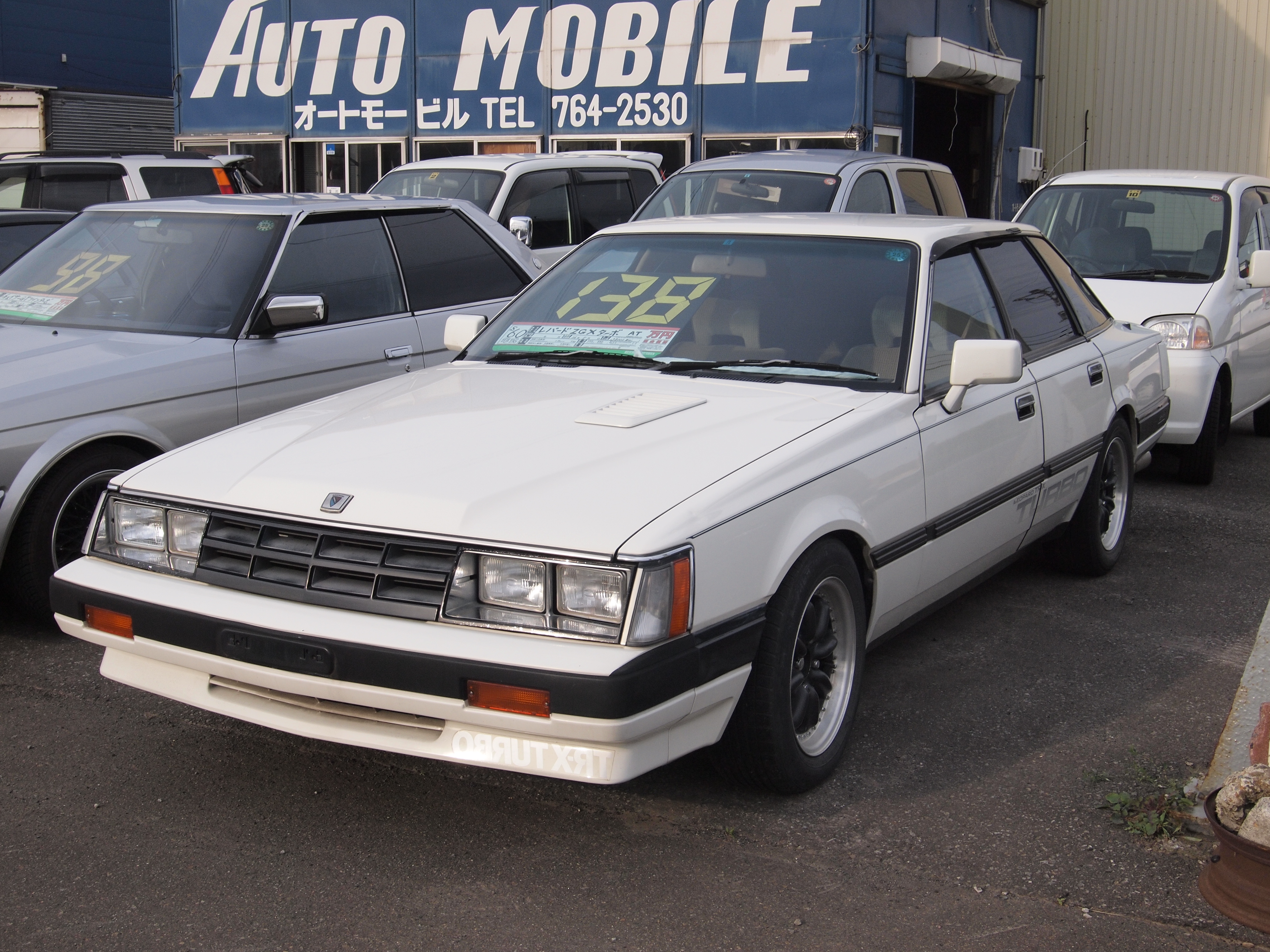
Nissan Leopard F30 (1980-1986)
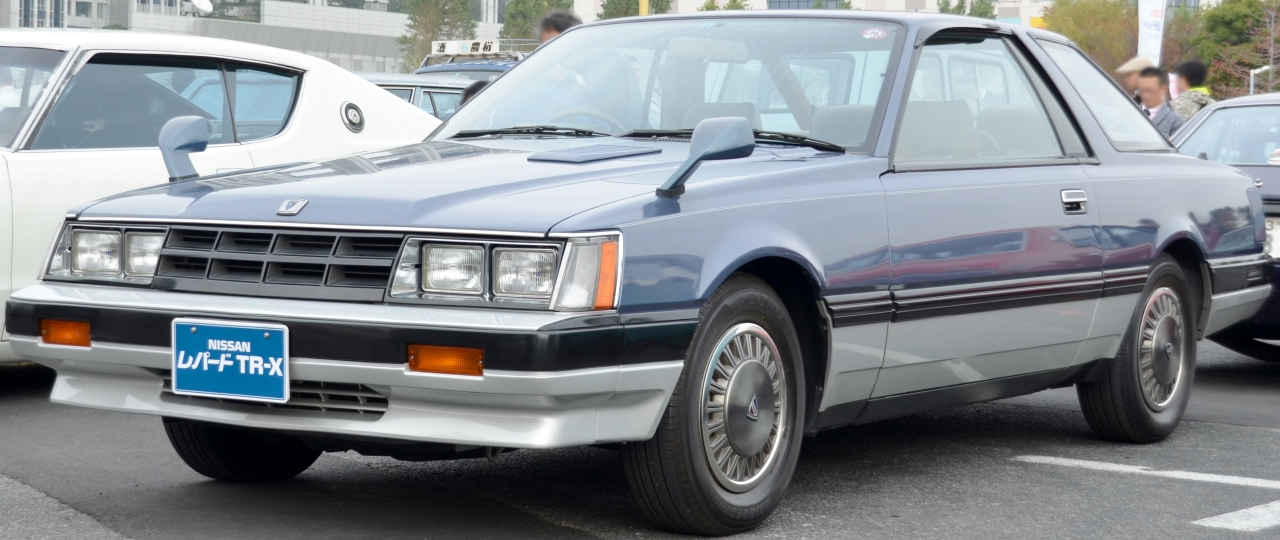
Nissan Leopard F30 купе (1980-1986)
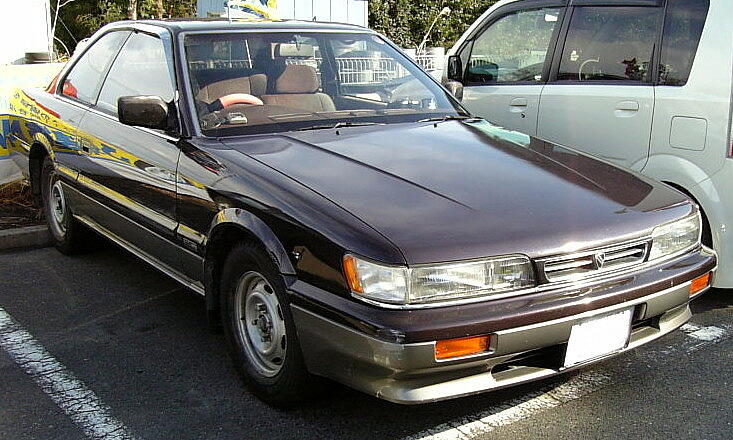
Nissan Leopard F31 купе (1986-1992)

## Третє покоління Y32 (1992-1997)

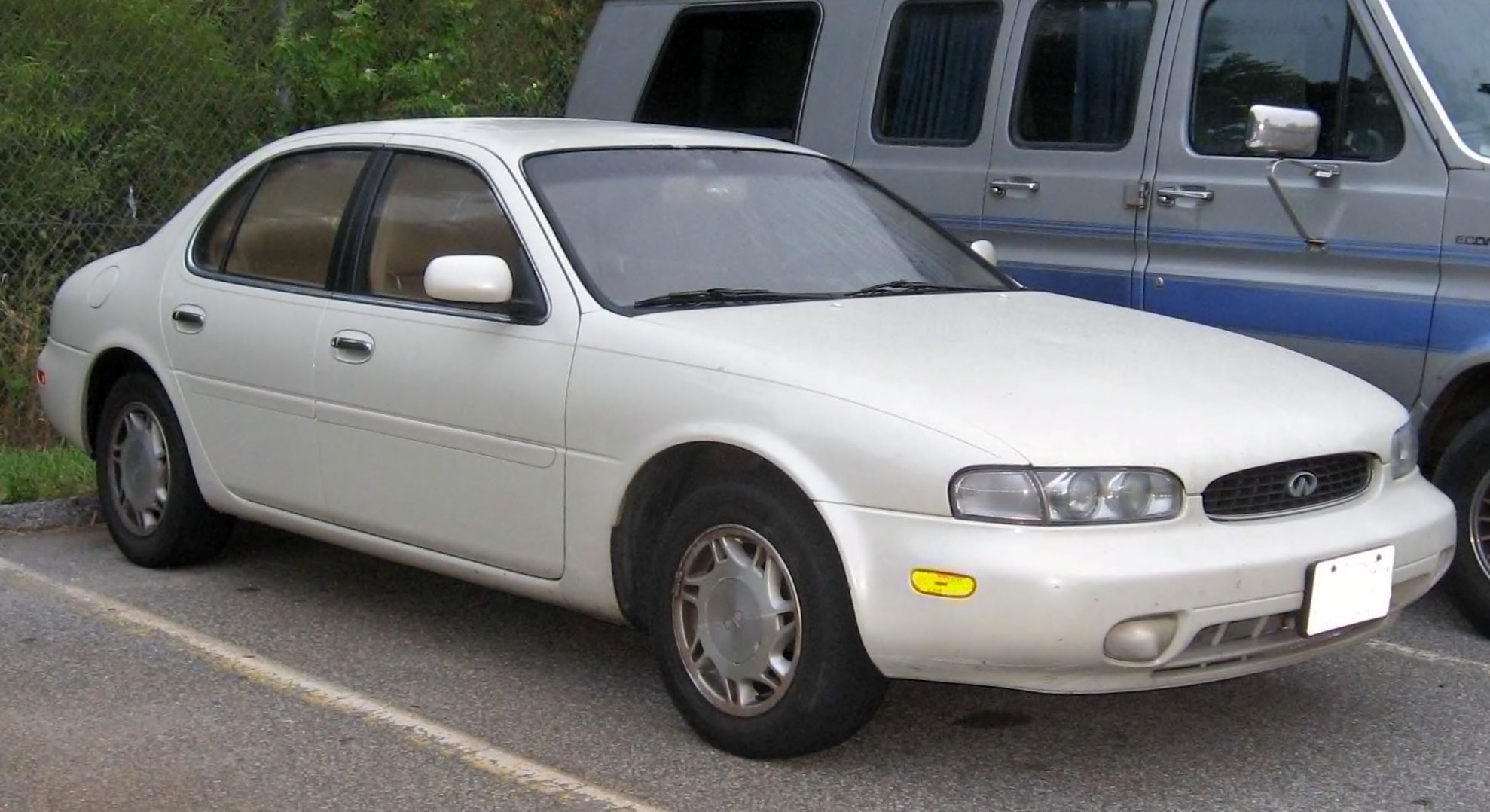
Nissan Leopard J Ferie Y32 (1992-1997)

Третє покоління (індекс Y32) з'явилося 7 квітня 1992 року і отримало назву Leopard J Ferie (від фр. Jour férié - свято). Слово férié також зустрічається в назві автомобіля Honda Civic Ferio, що продавався в той же час. Слово «holiday» в назві автомобіля раніше використовувалося для автомобілів Oldsmobile, що випускалися в 1950 і 1960-і роки в кузові хардтоп. Автомобіль прийшов на зміну Nissan Leopard F31 (в кузові 2-дверне купе), і запущений в Японії після свого конкурента, Toyota Aristo. Новий Леопард випускався тільки в кузові седан, слідуючи тенденції кузовів із закругленими формами Bluebird, Altima, NX, і спортивного автомобіля доступного в цей період часу через японську дилерську мережу Nissan Bluebird Store, Fairlady ZX. Автомобіль продавався в Північній Америці як Infiniti J30. Всі J30/Leopard J Feries будувалися в японському місті Тотігі. Випуск Y32 Leopard закінчився 18 червня 1997 року. Передня підвіска - Макферсон, задня - багатоважільна, застосована технологія HICAS. Y32 Leopard був задньоприводним представницьким автомобілем.
Автомобіль розроблявся щоб зайняти місце між меншим Nissan Primera і великим Nissan Cedric, вставши на ринку спільно з Nissan Cefiro і Nissan Laurel, що продавалися в Японії через різних дилерів. Його досить компактний і округлий стиль був характерний для класу представницьких автомобілів. Дизайн повинен був передати більш спортивний настрій, в порівнянні з Nissan Cedric, Gloria і Cima, чию платформу він і розділив, а кузов нагадував чотирьох-дверне купе. Головний дизайнер по кузова для J30, Джеррі Хіршбергом, раніше працював над третім поколінням Buick Riviera.
Встановлюваний 3,0-літровий двигун VG30DE конфігурації V6 (загальний з 300ZX) має потужність 210 к.с. і обертовий момент 260 Нм. Загальне шасі для Y32 і Nissan Cedric/Gloria нагадувало про те, що на Nissan Cima встановлювалися двигуни VG30DE і VH41DE V8. Атмосферний двигун був доступний на певних седанах Leopard.
Це покоління було першим, недоступним в Японії з двигунами, у яких робочий об'єм був менше 2,0 літрів, що несло більш високий податок і позначилося на продажах. Шкіряний інтер'єр автомобіля розроблявся за сприяння італійської компанії Poltrona Frau. Сидіння виготовлялися Poltrona Frau зі швидкістю всього в п'ять днів. Стиль автомобіля був більш прийнятним для Японії, ніж для США, де його продажі були низькі. Загальна кількість експортних автомобілів склало близько 7000 одиниць.

### Двигуни
- 3.0L V6 VG30DE 200 к.с.
- 4.1L V8 VH41DE 270 к.с.

## Четверте покоління Y33 (1996-1999)

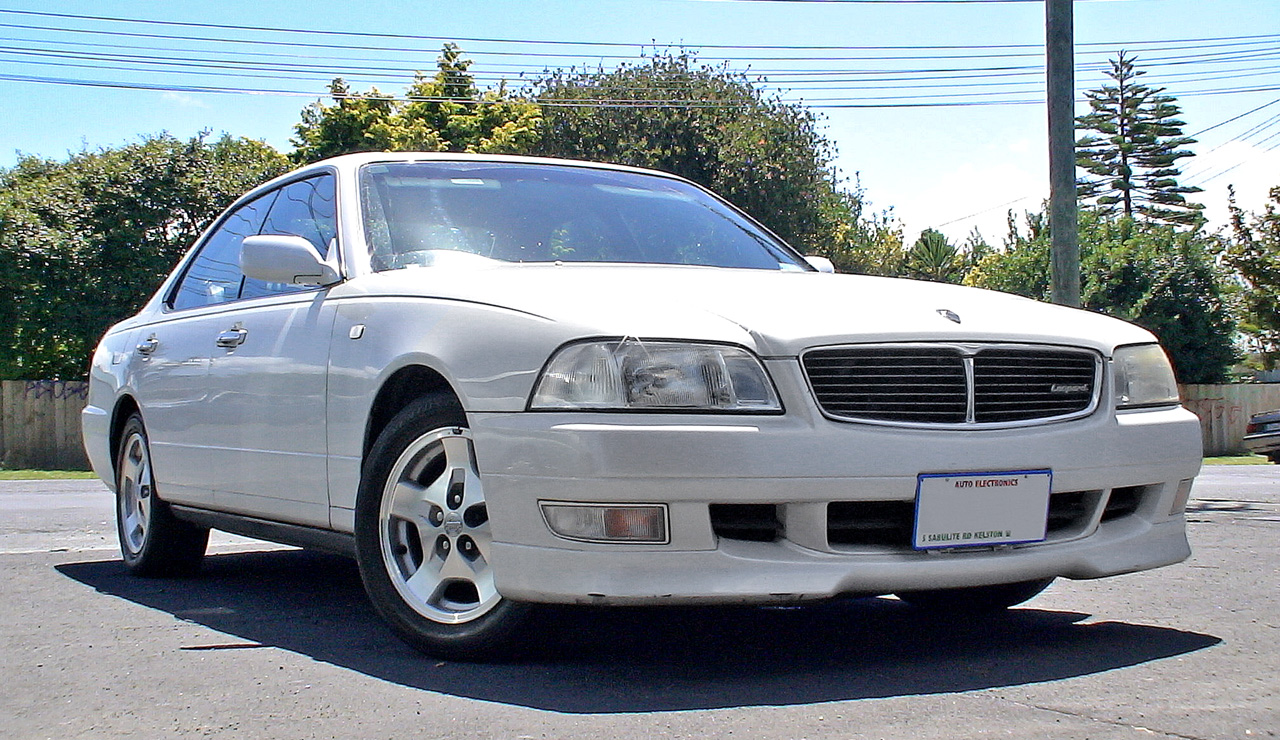
Nissan Leopard Y33 (1996-1999)

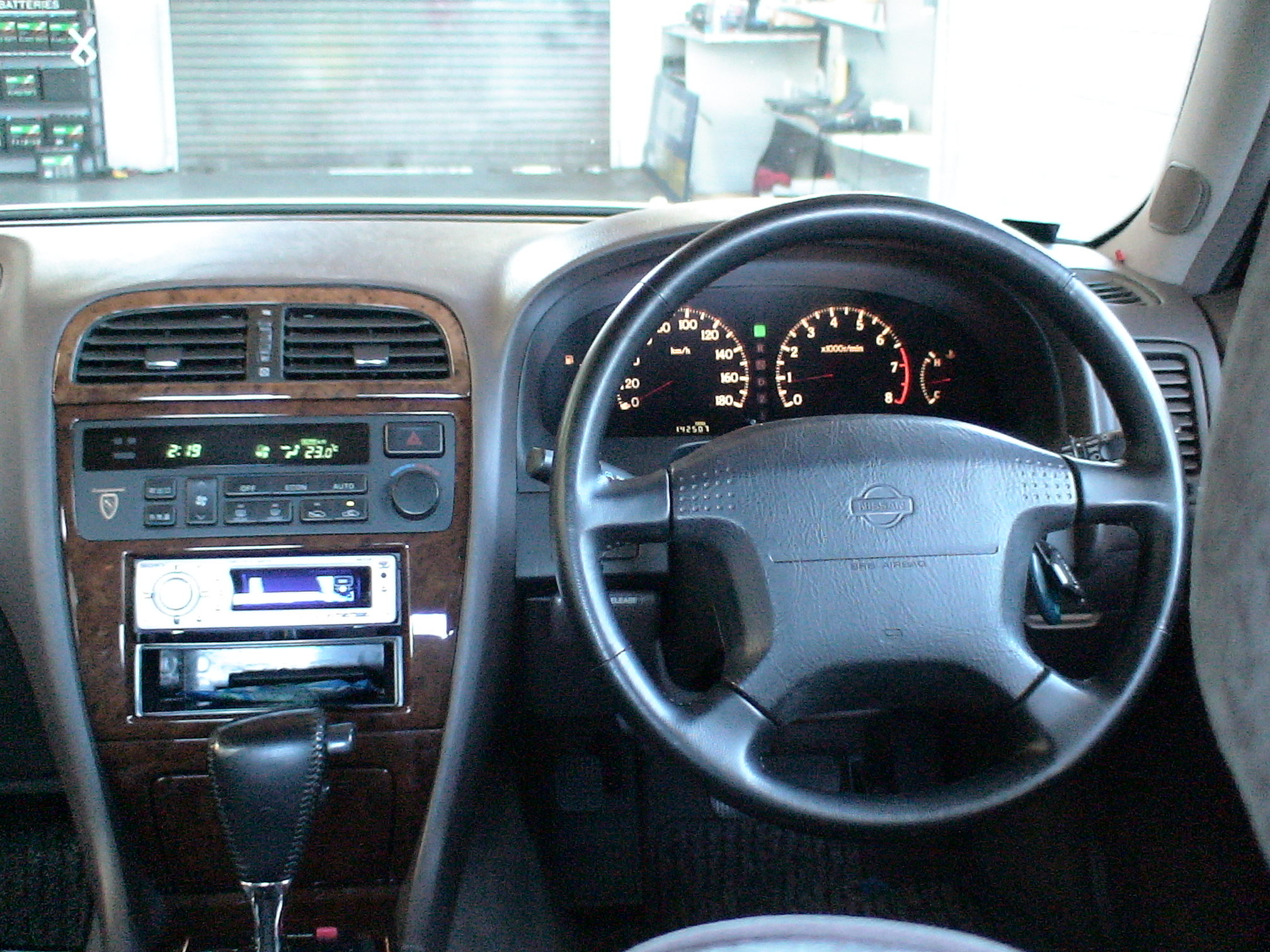
Салон

Четверте і останнє покоління Леопарда, що з'явилося в березні 1996 року, знову доступне тільки в кузові седан зі складним твердим дахом, мав безрамкові двері, бічну стійку для збільшення безпеки при бічному ударі і солідності автомобіля. Назва «J Ferie» відпало для цієї версії Леопарда. Це покоління отримало шасі від Y33 Cedric/Gloria і Cima.
З зв'язку з економічним спадом після «японського фінансового міхура», відбулося зниження продажів Леопарда, і випуск прямих конкурентів з іншими великими седанами і спортивними автомобілями Nissan був припинений.
Це покоління не було доступно в Північній Америці, де автомобілі середнього класу Infiniti були замінені на Nissan Cefiro/Infiniti I30. Двигун V8 також більше не пропонувався, а повний привід залишився з турбованим рядним шести-циліндровим двигуном RB25DET, запозиченим від Skyline. На цей автомобіль Nissan також встановлював двигун з безпосереднім уприскуванням палива, яка подавала паливо безпосередньо в циліндр двигуна, а не у впускний колектора безпосередньо перед входом в циліндри.

### Двигуни
- 2.0L V6 VG20E 125 к.с.
- 2.5L V6 VQ25DE 190 к.с.
- 2.5L Turbo L6 RB25DET 235 к.с. 4WD
- 3.0L V6 VG30E 160 к.с.
- 3.0L V6 VQ30DE 220 к.с.
- 3.0L V6 VQ30DD 230 к.с.
- 3.0L Turbo V6 VQ30DET 270 к.с.